# Karen Brødsgaard
Karen Brødsgaard (ur. 10 marca 1978 w Horsens) – duńska piłkarka ręczna, wielokrotna reprezentantka kraju. Gra na pozycji obrotowej. Obecnie występuje w duńskim Aalborg DH. Wraz z reprezentacją Danii zdobyła dwukrotnie złoty medal olimpijski w: 2000 i 2004 roku.

## Kluby
- 1998-2003  Viborg HK
- 2003-2004  Larvik HK
- 2004-2007  Ikast-Bording EH
- 2007-  Aalborg DH

## Sukcesy

### Reprezentacyjne

#### Igrzyska Olimpijskie
- (2000, 2004)

#### Mistrzostwa Europy Juniorek
- (1996)

#### Mistrzostwa Świata Juniorek
- (1997)

#### Mistrzostwa Europy
- (2002)
- (1998, 2004)

### Klubowe

#### Mistrzostwa Danii
- (1999, 2000, 2001, 2002)

#### Liga Mistrzyń
- (2001)

#### Puchar EHF
- ,  (1999)